# 태풍이 지나가고
《태풍이 지나가고》(海よりもまだ深く, After the Storm)는 2016년 개봉한 일본의 드라마 영화이다. 감독은 고레에다 히로카즈이다.

## 등장인물
- 료타 (아베 히로시)
- 요시코 (키키 키린)
- 쿄코 (마키 요코)
- 싱고 (요시자와 타이요)
- (고바야시 사토미)
- (릴리 프랭키)
- (이케마츠 소스케)
- (하시즈메 이사오)